# Milon II de Bar-sur-Seine
Milon de Brienne ou Milon II de Bar-sur-Seine (né vers 1075, † vers 1126) est comte de Bar-sur-Seine en Champagne.

## Biographie

### Origines
Milon de Brienne est le fils de Gautier Ier, comte de Brienne, et d'Eustachie de Tonnerre, fille de Miles/Millon [V], comte de Tonnerre.

### Comte de Bar-sur-Seine
Alors que son frère aîné Érard hérite du comté de Brienne et que son frère cadet hérite de la seigneurie de Conflans, Milon a quant à lui le comté de Bar-sur-Seine, qui appartenait à sa famille maternelle.
Il délaisse alors le nom de Milon de Brienne pour celui de Milon de Bar-sur-Seine.
À la mort son frère Érard, comte de Brienne, il est nommé tuteur de son neveu Gautier II de Brienne et devient régent du comté de Brienne.
Il fonde une chapelle au château de Bar-sur-Seine et y installe une communauté de chanoines.

## Mariage et enfants
Vers 1103, il épouse Mathilde de Noyers, fille de Milon II de Noyers et de Anne (famille d'origine inconnue). Ils eurent plusieurs enfants connus :
- Gui Ier de Bar-sur-Seine, qui succède à son père ;
- Raynaud de Bar-sur-Seine, d'abord moine à l'abbaye de Clairvaux, puis cinquième abbé de Cîteaux de 1134 au 16 décembre 1150 ;
- Herbert, dit Le Gros, qui épouse Aimée de Ville-sur-Arce[3], dont il a cinq enfants : Thomas (mort jeune), Gonthier (qui succède à son père), Hugues, Elisabeth et Damette[4] ;
- Thomas, damoiseau de Buxeuil, qui épouse Uduarde, dont il a quatre fils : Thomas II, Beaudouin, Hugues et Richard[3] ;
- peut-être Mathilde (ou  Mahaut) qui épouse Clarembaud III, dit le Lépreux, seigneur de Chappes, dont elle a trois enfants[5].